# Koilima
Koilima ist ein osttimoresischer Ort in der Aldeia Helesu (Suco Atabae, Verwaltungsamt Atabae, Gemeinde Bobonaro). Er liegt in einer Meereshöhe von 68 m.
Die Siedlung liegt im Osten der Aldeia, am Fluss Nunura, der entlang der Ostgrenze verläuft. Nördlich liegt der Ort Hatubou und südlich des Flusses Hatoleai der Suco Hataz.

## Geschichte
Am 4. Januar 1998 führte João da Costa Tavares eine Gruppe aus Halilintar-Milizionären und verschiedenen Teilen des indonesischen Militärs. In Koilima folterten sie und erschossen anschließend vier Osttimoresen, die man verdächtigte, Unabhängigkeitsaktivisten zu sein.